# 이완영
이완영(李完永, 1957년 7월 7일~)은 대한민국의 제19·20대 국회의원이다.

## 학력
- 수륜초등학교 졸업
- 경상중학교 졸업
- 대륜고등학교 졸업
- 영남대학교 행정학 학사
- 서울대학교 환경대학원 도시계획학 석사
- 한국항공대학교 대학원 경영학 박사

## 경력
- 1982년: 제26회 행정고등고시 합격
- 한국노동교육원 객원교수
- 산림청
- 1987년: 노동부
- 노동부 임금복지과 과장
- 노동부 노사조정과 과장
- 노동부 여성정책과 과장
- 노동부 산재보험과 과장
- 영남대학교 경영대학원 겸임교수
- 대구대학교 겸임교수
- 노동부 노사정책국
- 노동부 근로기준국
- 노동부 고용평등국
- 숭실대학교 노사관계대학원 겸임교수
- 2006년~2007년: 대구대학교겸임교수
- 2007년~2009년: 한국노사관계학회이사
- 2010년~2012년: 대구지방노동청장
- 2021년 8월~2021년 9월: 최재형 열린캠프 자문위원
- 2022년 2월~2022년 3월: 국민의힘 제20대 대통령선거 선거대책본부 윤석열 대통령 후보 직속 위원회 미래를 여는 희망위원회 위원
- 사단법인 세계신지식인협회 고문
- 대한민국헌정회 추모공원특별위원회 위원장

## 업적

### 대구지방노동청장 '무사 분규의 탑'
전국 최초로 노사 분규 없는 해의 달성을 기념하여 설립.

### 노동법 정년 개정안 대표 발의
'정년이 60세 이상이 되도록 노력해야 한다.'는 현행법상의 권고조항을 '사업주는 근로자의 정년을 60세 이상으로 해야 한다.'는 의무조항으로 바꿨으며, 이를 위반할 경우 1억원 이하의 벌금을 부과하는 조항을 신설. 이 과정에서 임금을 조정토록 하는 임금피크제 조항도 신설하며 사업주가 임금을 조정하지 않기로 하거나 노동조합과 합의했을 때 임금피크제를 적용하지 않아도 된다.

### 산업재해보상보험법 개정안 대표 발의
개정 이전에는 통근버스 등 사업주의 지배관리 하에 발생한 출퇴근 사고만을 업무상 재해로 인정하였다. 그러나 출퇴근의 수단은 대중교통, 자가용, 자전거 등 다양하게 이뤄지는 것이 현실이고, 이동경로의 경우도 단순히 회사와 집을 오가는 경로뿐만 아니라 출퇴근 시 어린이집, 병원, 시장 등을 들려 사고가 있는 경우에도 출퇴근 산재로 인정받도록 해 우리의 일상을 반영한 현실적인 법 개정이라는 점에 의의가 있다.

### 2017년도 입법 및 정책개발 우수 국회의원 수상
2018년 5월 11일 국회 사무처 주최 정성평가 부문 우수의원으로 수상.

## 제19대 국회
- 2012년 5월 30일~2016년 5월 29일: 제19대 국회의원(경북 고령군·성주군·칠곡군), 초선
- 제19대 국회 전반기 운영위원회 위원
- 제19대 국회 전반기 환경노동위원회 위원
- 새누리당 원내부대표
- 제19대 국회 후반기 국토교통위원회 위원
- 새누리당 노동위원회 위원장

## 제20대 국회
- 2016년 5월 30일~2019년 6월 13일: 제20대 국회의원(경북 고령군·성주군·칠곡군), 재선(당선무효형으로 의원직 상실)
- 제20대 국회 전반기 농림축산식품해양수산위원회 위원
- 제20대 국회 전반기 정보위원회 간사
- 자유한국당 노동위원회 위원장
- 자유한국당 정책위원회 정보 정책조정위원장
- 자유한국당 2020 경제대전환 위원회 공정한 시장경제(공정거래·자영업·소상공인·중소기업·균형발전·물관리) 분과위원
- 자유한국당 2020 경제대전환 위원회 상생하는 노사관계(최저임금·근로시간·비정규직) 분과위원

## 논란

### 감사원 재직시절 뇌물 의혹
이완영 새누리당 의원이 감사원 재직 시절 뒷돈을 받았다가 채용 1년도 안 돼 감사원을 떠났다는 의혹이 제기됐다. 감사원에 재직할 때 경북지역으로 출장감사를 갔다가 군청에서 기십만원의 촌지를 받았고 각출을 했던 한 군청 직원이 감사원에 투서를 넣어 적발되었으며 해임 또는 파면에 해당되는 범죄였으나 스스로 사표를 내는것으로 마무리 되었다고 한다.

### 정치자금법 위반, 무고
제19대 총선 과정에서 회계책임자를 통하지 않고 성주군의회 의원에게 2억4천800만원을 무상으로 빌려 이자 상당부분을 기부받아 정치자금법을 위반한 혐의로 기소되었다.
거기다 군의원이 돈을 돌려받지 못하자 사기죄로 고소하였는데 이는 허위사실이라며 맞고소하여 이 부분이 무고죄로 추가 기소가 되었다. 2018년 5월 14일 대구지법에서 열린 1심에서 정치자금법 위반 혐의에 대해 벌금 500만 원, 추징금 854만 원의 당선무효형을, 무고 혐의에 대해 징역 4월, 집행유예 2년을 선고받았다. 2019년 2월 19일 대구지법에서 열린 2심에서도 같은 형량을 선고받았다. 2019년 6월 13일 대법원에서 최종 확정되어 의원직을 상실했다.

### 세비반납 공약 파기 논란
지난 2016년 4월13일 치러진 국회의원 선거에 출마한 현 이완영 의원등 당시 새누리당 소속 후보자 40명은 국민을 상대로 조건부 세비 반납 약속을 했다.
이들은 갑을개혁, 일자리규제개혁, 청년독립, 4050자유학기제, 마더센터 등 대한민국을 위한 5대 개혁과제를 2017년 5월 31일까지 이행하지 못하면 1년치 세비를 국가에 기부 형태로 반납하겠다고 공언하였으며 .계약서를 작성하고“우리는 ‘대한민국과의 계약’에 서약합니다”라며 “서명일로부터 1년 후인 2017년 5월31일에도 5대 개혁과제가 이행되지 않을 경우, 새누리당 국회의원으로서 1년치 세비를 국가에 기부 형태로 반납할 것임을 엄숙히 서약합니다”라고 썼다. 거기다가 신문에 전면광고를 내고 이 광고를 1년간 보관해달라고 하였다. 이 약속에 이름을 올린 당시 후보는 40명이다. 이들 중 당선자는 27명(강석호, 강효상, 김광림, 김명연, 김무성, 김성태, 김순례, 김정재, 김종석, 박명재, 백승주, 오신환, 원유철, 유의동, 이만희, 이완영, 이우현, 이종명, 이철우, 장석춘, 정유섭, 조훈현, 정준길, 지상욱, 최경환, 최교일, 홍철호)에 달한다.
그러나 국정농단 사태가 벌어지면서 5대과제의 이행은 하나도 되지 않았다. 공약 후 1년이 다되어 세비반납 공약이 논란이 되자 자유한국당 의원들은 이날 보도자료를 통해 "20대 총선에서 당선된 자유한국당 의원은 지난 1년간 5대 개혁과제 법안을 발의함으로써 계약 내용을 이행했다”고 말하였다.
그런데 이중 노동개혁을 위한 고용정책기본법 개정안은 마감 시한인 31일 전날 오전 발의됐되었으며 이들이 앞서 발의한 5개 법안은 이행이 된것이 하나도 없이 모두 해당 상임위에 계류 중인 상태다. 이를 두고 '법안 통과가 되지 않았는데 개혁 과제를 이행했다고 볼 수 있는가', 또 '세비 반납을 피하기 위해 졸속 발의한 것 아닌가' 등의 비판이 일고 있으며 약속했던 세비 반납의 조건이 '과제 이행' 여부였다는 점에서 법안 발의만으로는 약속을 이행했다고 할 수 있는지에 대해서는 논란이 되고 있다.

### 피감기관 돈으로 비서관과 해외출장
이완영 의원은 환경노동위원회 소속이었던 당시 2013년 7월 1일부터 9일 동안 국제기능올림픽대회에 참관하기 위해 독일 라이프치히로 출장을 다녀왔다. 국회 환경노동위원들은 매년 경기 현장을 방문하고 우리 선수단을 격려하기 위해 국제기능올림픽대회에 참석해왔으나 통상 다수의 여야 의원이 동행하는 것이 관례였는데 의원실 소속 비서관 A씨 한 사람만 동행하여 해외 출장을 갔으며 환노위 피감기관인 고용노동부 산하 산업인력공단이 이 의원과 A씨에게 총 2천66만원의 경비를 전액 지원하였다.
이완영 의원은 애초 경기장 투어와 선수 격려, 산업 시찰, 라이프치히 시장 주최 리셉션, 친선교류 행사 등의 일정을 빈틈없이 소화할 예정이었으나 공식적인 일정을 그대로 따르지 않고 임의로 현지 관광 등을 했다고 말했으며 이에 민주당은 "이 의원의 사례는 '내로남불'의 전형"이라며 "여야는 이번 논란을 계기로 과거의 잘못된 관행을 반성하고 제도 개선을 위해 노력해야 한다"고 말하였다.
이에 대해 이완영 의원은 연합뉴스와의 통화에서 출장을 다녀온 것은 사실이지만 오래전의 일이라 자세한 내용은 확인이 필요하다고 말했다.

## 역대 선거 결과
|  | 50.49% |

|  | 69.48% |

## 같이 보기
- 고령군·성주군·칠곡군
- 고령군의 국회의원
- 성주군의 국회의원
- 칠곡군의 국회의원